# Dlhá
Dlhá (Hongaars: Felsőhosszúfalu) is een Slowaakse gemeente in de regio Trnava, en maakt deel uit van het district Trnava.
Dlhá telt 375 inwoners.